# 宝福寺 (岡崎市)

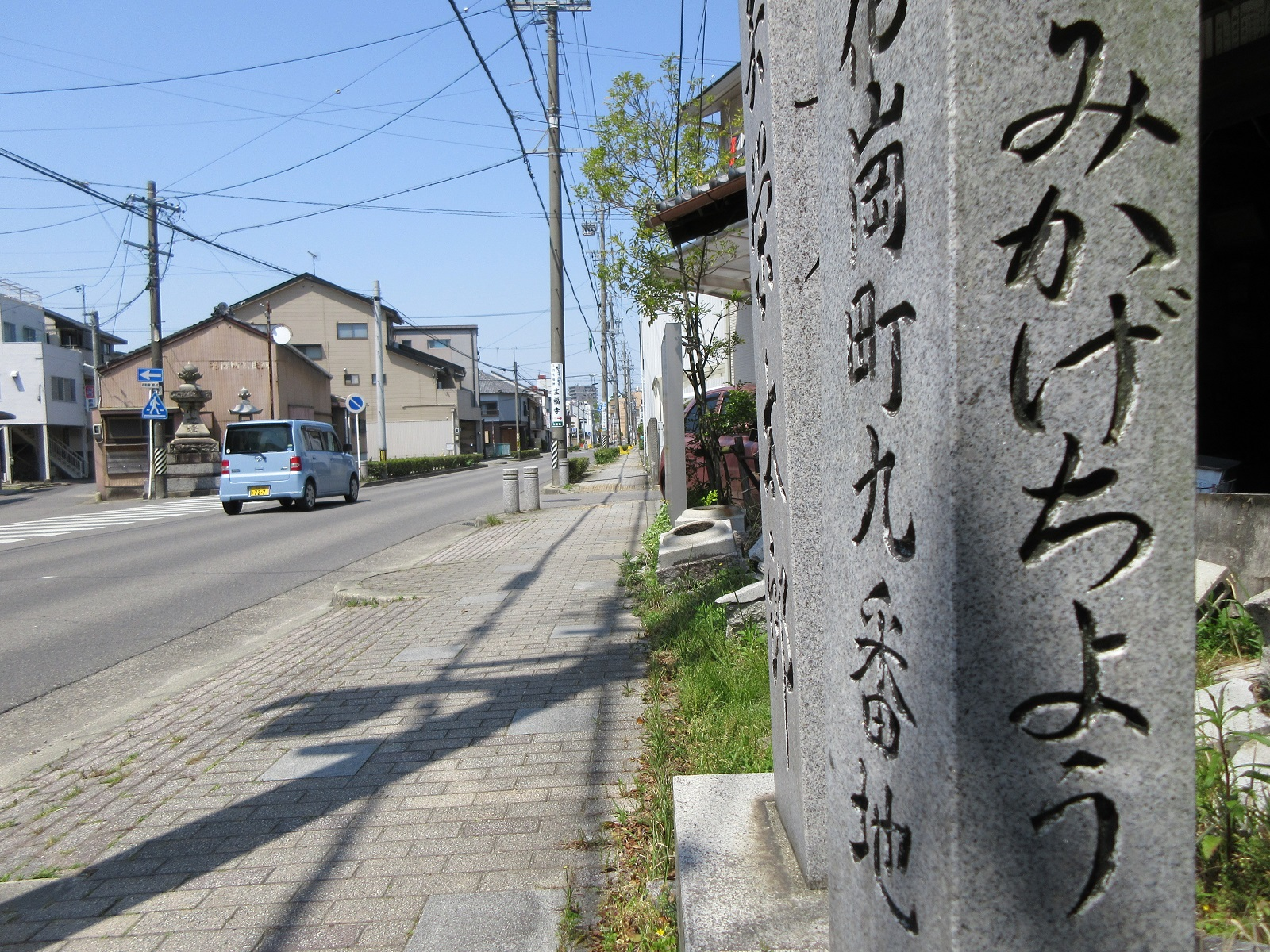
南側にある石屋町通り。この付近は近世より石の町として栄えた。

宝福寺（ほうふくじ）は、愛知県岡崎市梅園町にある曹洞宗の寺院。1957年（昭和32年）開創の「三河三十三観音霊場」第1番目の寺である。

## 概要
元寺は投町（現在の岡崎市若宮町）にあった天台宗芳延寺と言われる。1593年（文禄2年）春、繁林玄茂が中興開祖となり、曹洞宗の寺として創立された。1591年（天正19年）、岡崎城主田中吉政によって没却され、現在地に再興された。
1601年（慶長6年）2月11日、伊奈忠次により寺領2石を与えられる。1728年（享保13年）2月、竜海院19代絶方疑学和尚が本寺を再興し、法地開山となる。1755年（宝暦5年）、本堂が再建された。
1959年（昭和34年）12月8日、伊勢湾台風犠牲者岡崎市合同慰霊祭（死者26名）が行われた。
1960年（昭和35年）3月10日、本寺所蔵の絹本著色般若十六善神像が岡崎市指定文化財目録に指定された。室町時代のもので、兆殿司の筆と言われている。
1974年（昭和49年）4月、西三河で最初のユースホステルに指定された。庫裏を改装し、男子40畳、女子20畳、24人収容の宿泊施設や台所などをつくり、市の保健所から旅館および飲食営業の許可をとった。
境内の左手が墓地になっており、その入り口には文化年間（1804年～18年）の銘がある無縁仏が立ち並んでいる。

## 札所
- 三河三十三観音霊場 第1番

## 交通手段
- 名鉄バス：市民病院方面「中伝馬」停留所下車、北へ300メートル。